# 克格勃博物館
克格勃博物館是位於立陶宛首都維爾紐斯舊城的一座博物館，創建於1992年。博物館的正式名稱是大屠殺受害者博物館，但由於位於克格勃總部對面，因此被成為克格勃博物館。博物館展示蘇聯統治立陶宛期間對立陶宛人的鎮壓。